# اوشاکان
اوشاکان (به ارمنی: Օշական) روستایی است در کشور ارمنستان که در استان آراگاتسوتن واقع شده است. اوشاکان در ۵ کیلومتری جنوب شرق آشتاراک، مرکز استان آراگاتسوتن واقع شده‌است.

## خصوصیات
اوشاکان ۵۹۶۲ نفر جمعیت دارد و در ارتفاع ۱۰۲۰ متر بالاتر از سطح دریا قرار گرفته‌است.
| سال   | ۱۸۳۱ | ۱۸۹۷  | ۱۹۳۹  | ۱۹۵۹  | ۱۹۷۹  | ۲۰۰۱  | ۲۰۰۸  | ۲۰۱۰  |
| ----- | ---- | ----- | ----- | ----- | ----- | ----- | ----- | ----- |
| جمعیت | ۶۱۱  | ۲٬۲۴۴ | ۳٬۳۷۳ | ۳٬۹۳۴ | ۵٬۰۴۴ | ۵٬۶۶۸ | ۵٬۱۷۹ | ۵٬۸۲۲ |

## تاریخچه
اوشاکان نزد تاریخ‌دانان و زائران کلیسای حواری ارمنی مکانی شناخته‌شده‌است. در زمان دودمان اشکانی ارمنستان، شهر اوشاکان شهر اصلی استان آیرارات و مرکز بخش آراگاتسوتن این استان بود. خاندان اشرافی آماتونی نیز از این شهر بر قلمرو خود فرمان می‌راندند.
با این‌حال معروفیت اصلی این شهر به‌خاطر وجود آرامگاه مسروپ ماشتوتس (درگذشتهٔ ۴۴۲م.) است که ابداع‌گر الفبای ارمنی بوده‌است.
بر بالای سنگ قبر سده، نوزدهمی مسروپ ماشتوتس، در سال ۱۸۷۵ میلادی کلیسایی توسط جاثلیق ژرژ چهارم بازسازی شد.

## نگارخانه

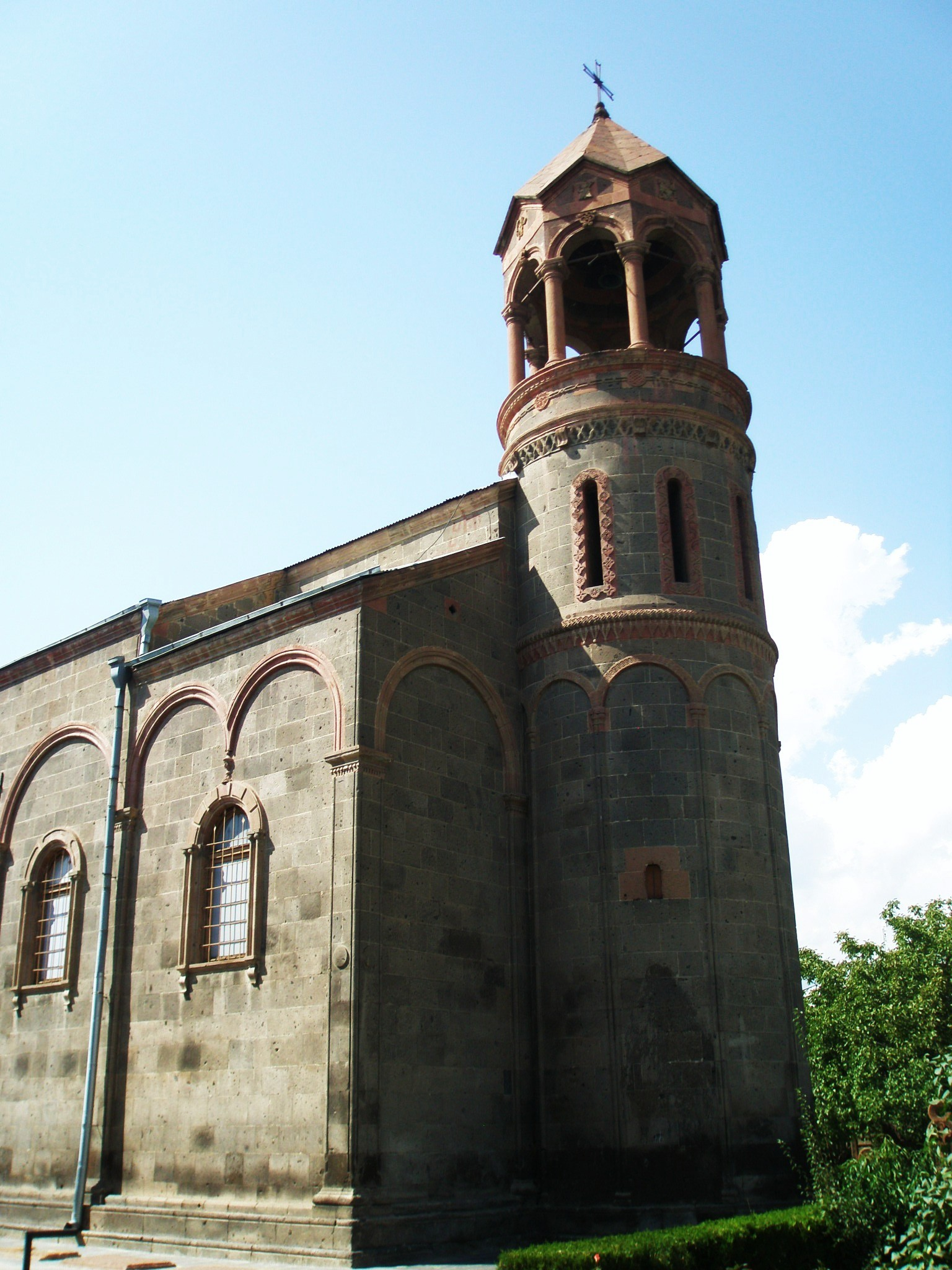
کلیسای مسروپ ماشتوتس مقدس در سال ۱۸۷۵ بناشده است
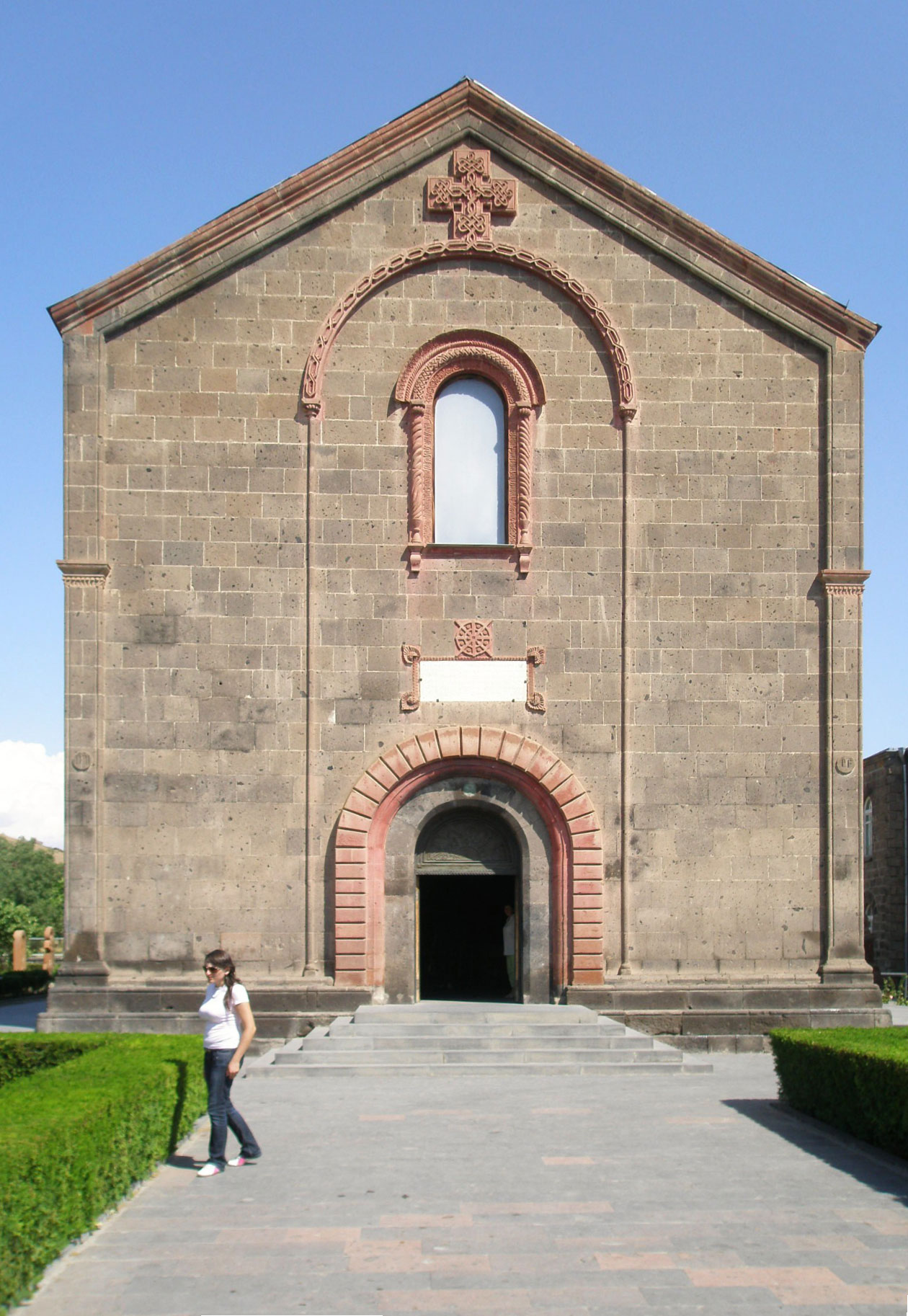
نمای سردر جلوی کلیسای مسروپ ماشتوتس مقدس
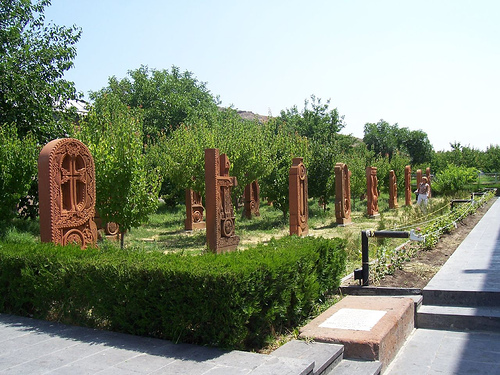
چلیپاسنگ‌های الفبای ارمنی در حیاط کلیسای مسروپ ماشتوتس
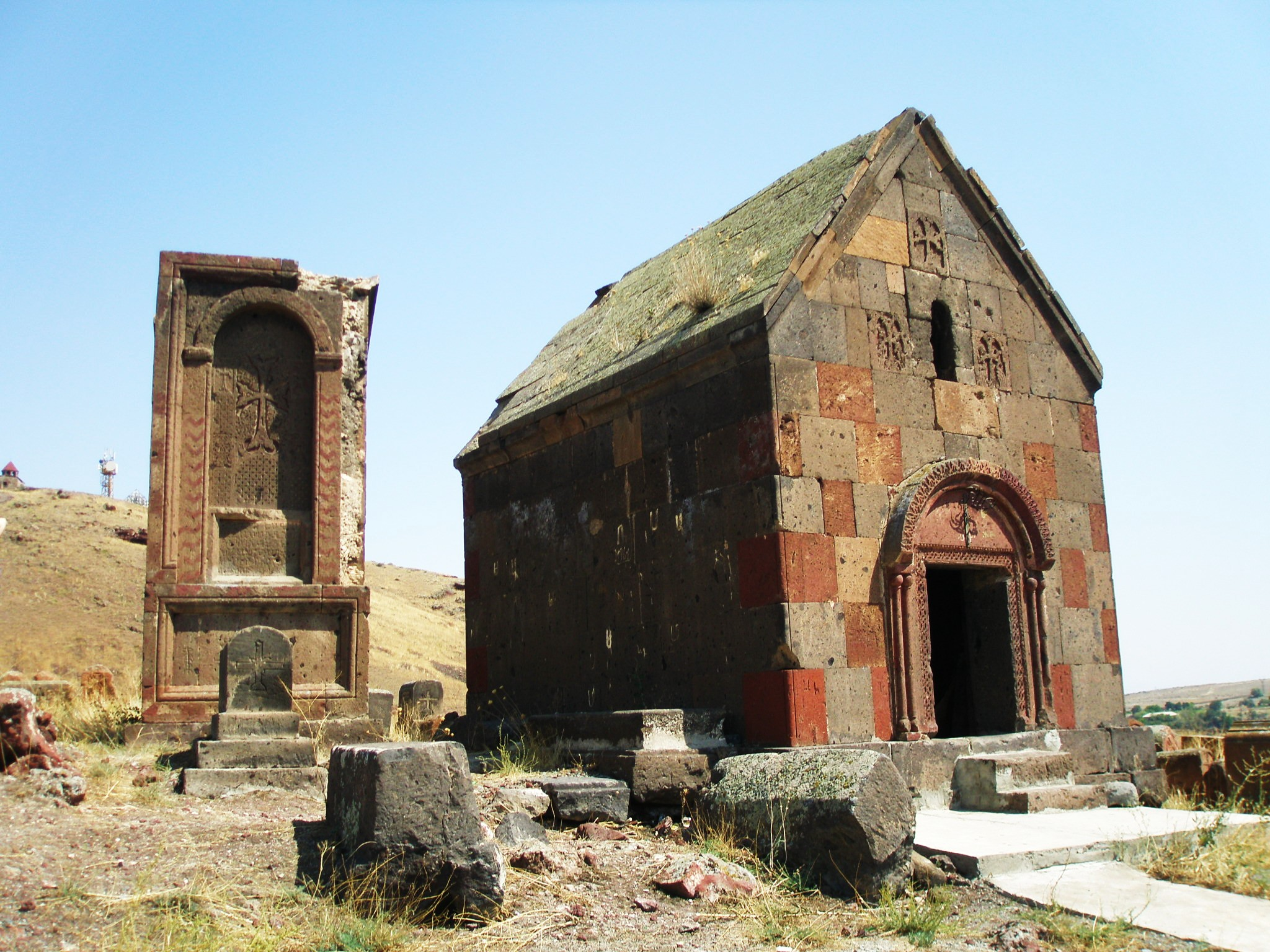
زیارتگاه [[توخ مانوک (زیارتگاه)|]] به همراه چلیپا سنگ بزرگی در مجاورت آن. زیارتگاه گریگور مقدس در پس زمینه قابل رویت است.
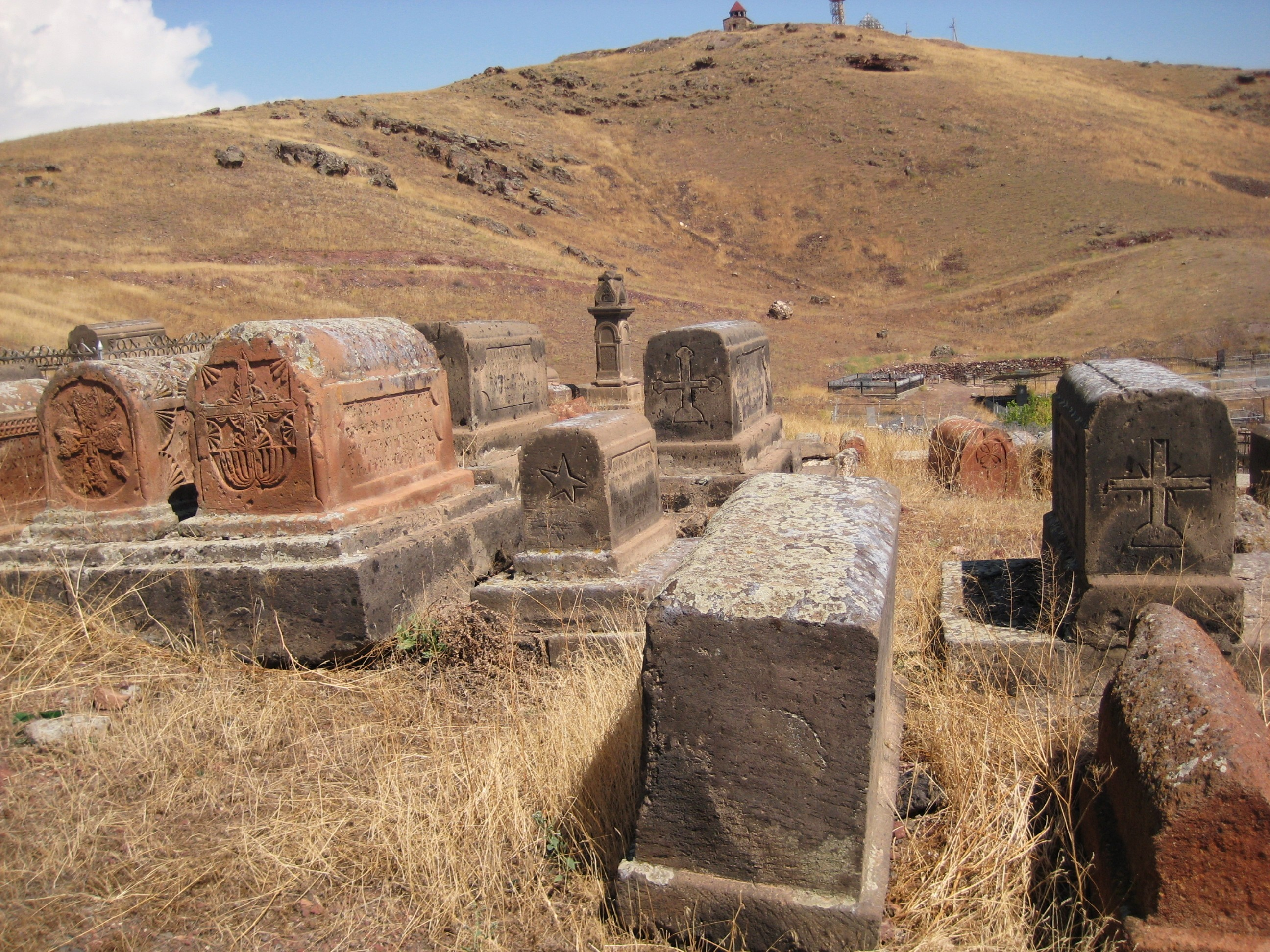
Cemetery below Didikond Hill with the shrine of  Surb Grigor in the background
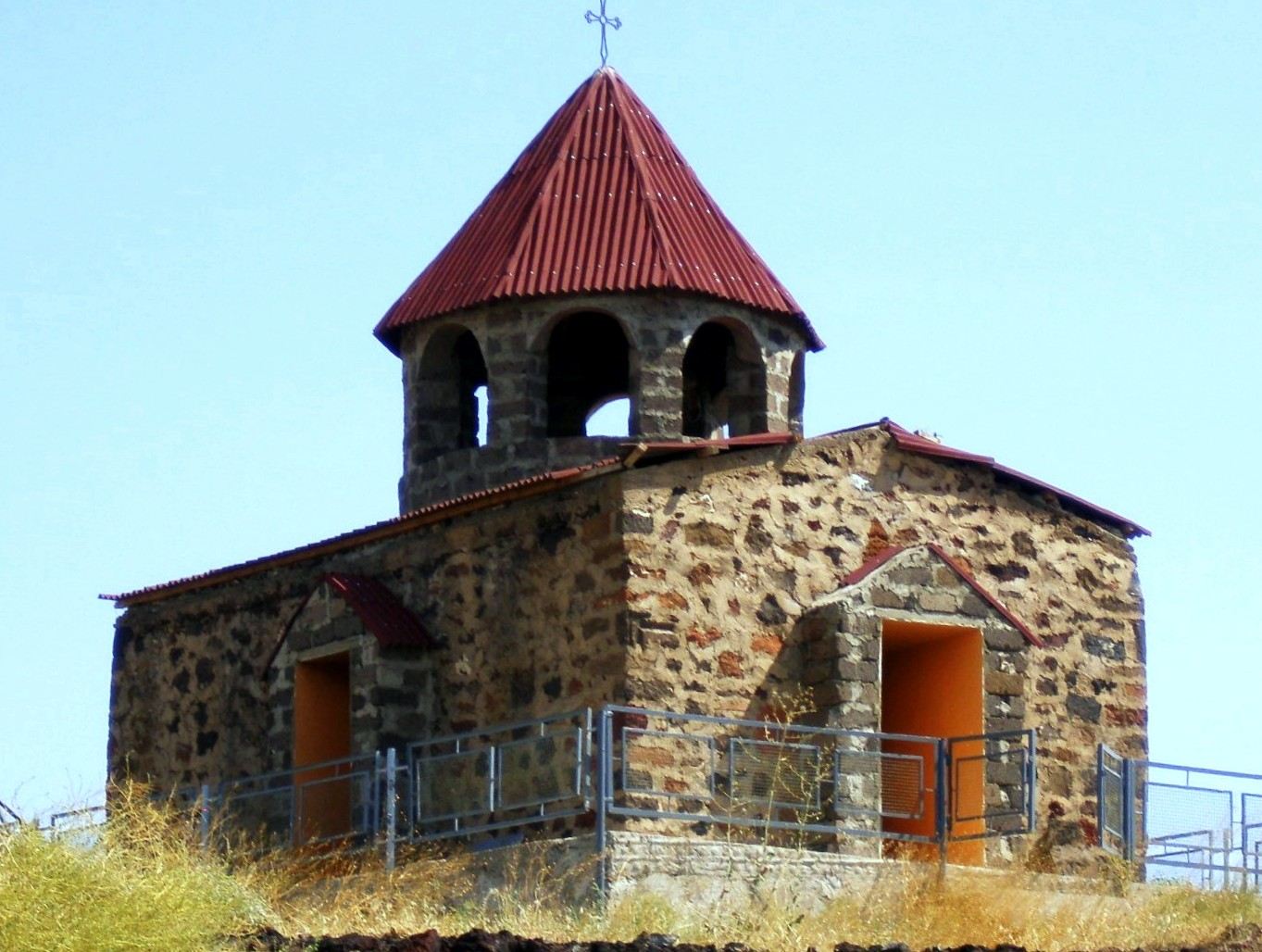
The shrine of Surb Grigor on Didikond Hill overlooking the village
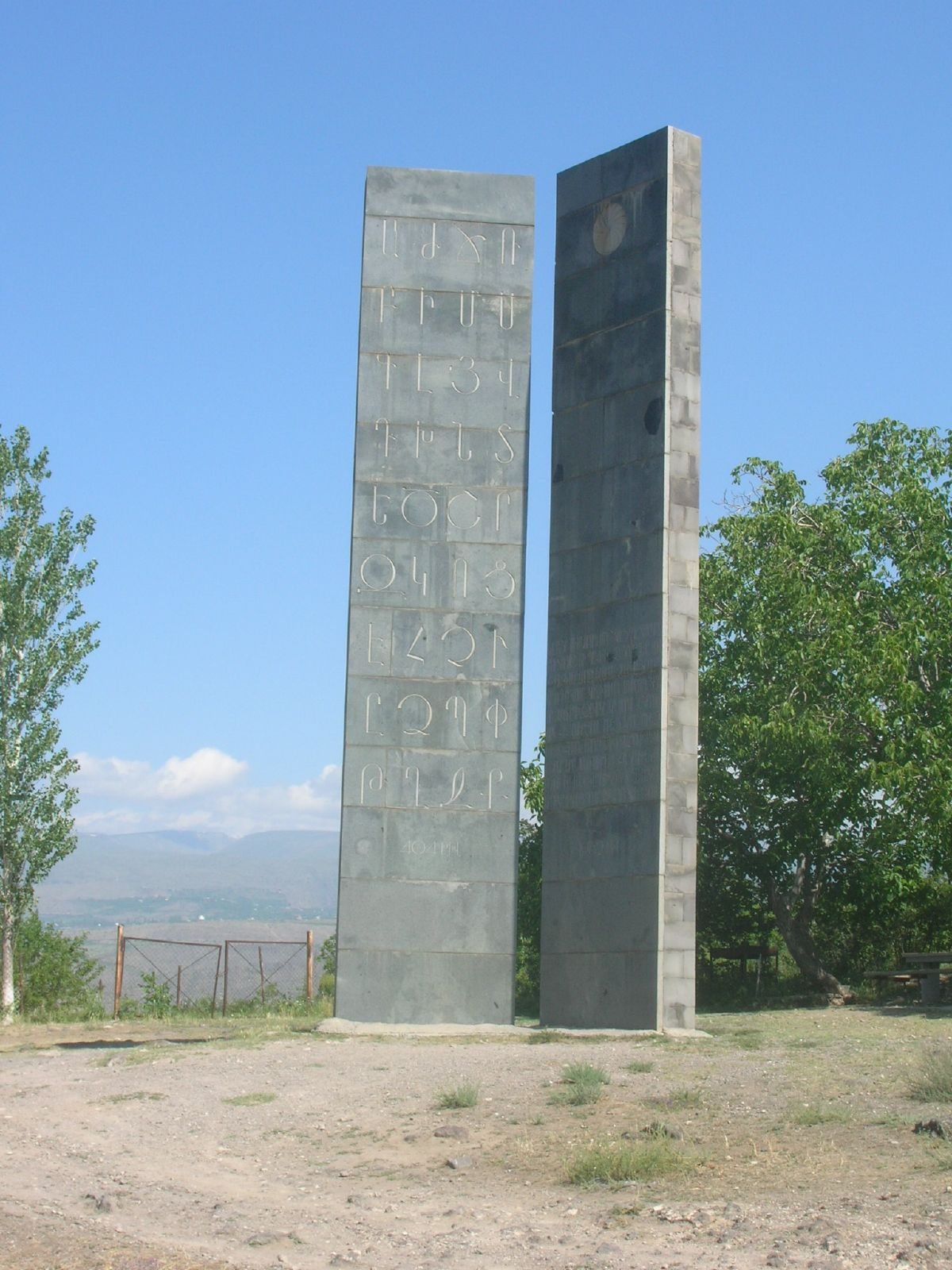
بنای یادبود الفبای ارمنی در اوشاکان